# Абжан
Абжа́н (каз. Әбжан) — село у складі Актогайського району Павлодарської області Казахстану. Входить до складу Муткеновського сільського округу.
Населення — 212 осіб (2021; 270 у 2009, 301 у 1999, 387 у 1989).
Національний склад станом на 1989 рік:
- казахи — 100 %.

У радянські часи називалось також Алга.